# UMB

Mapa pamięci w trybie rzeczywistym procesora o architekturze x86 z pokazanym obszarem UMB

Pamięć górna (ang. Upper Memory Block, UMB) – w systemie operacyjnym MS-DOS to blok pamięci w obszarze adresu fizycznego między 640 kB a 1 MB, nie zajęty przez zmapowaną pamięć karty graficznej lub innego urządzenia, BIOS bądź ramki stron pamięci EMS, którego fragmenty mogą zostać przydzielony różnym procesom. W blokach tych DOS może umieszczać sterowniki karty graficznej, karty sieciowej i innych urządzeń wejścia-wyjścia, mogą być one również używane przez typowe programy uruchamiane w systemie DOS.